# Holmentorget

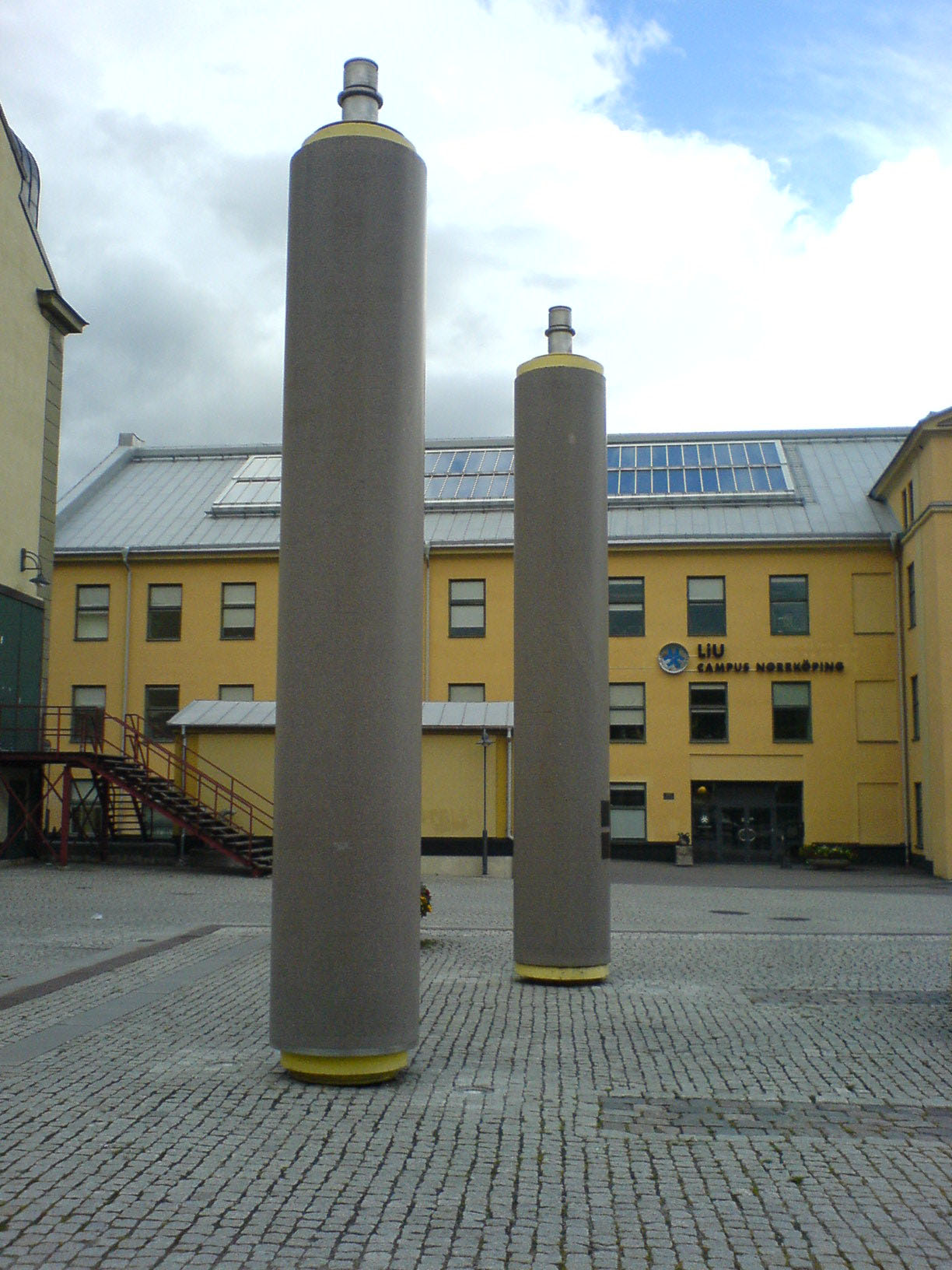
Pappersvalsar från Holmens bruk, i bakgrunden Bomullsspinneriet.

Holmentorget är ett torg i centrum av industrilandskapet i centrala Norrköping.
Texten på de båda plaketterna på monumentet i mitten av torget lyder:
HOLMENTORGET 1998
Denna plats var tidigare en del av Holmens Bruks industriområde där industriell verksamhet bedrevs från 1600-talet fram till 1986. Platsen har gemensamt omvandlats av Holmenbyggarna och Norrköpings kommun för att tillgodose nya verksamheter. Holmentorget har utformats av landskapsarkitekten Thorbjörn Andersson.
Granitvalsar från Holmens Bruks pappersmaskin, PM 9, med maskinbredden 5,6 meter. PM 9 startade i december 1927 och var då världens största tidningspappersmaskin. PM 9 stod i en byggnad utmed Kvarngatan och togs ur drift den 26 februari 1985. Systermaskinen, PM 1, från 1931, avställdes den 22 maj samma år. Då pågick för fullt monteringen av en andra pappersmaskin i Braviken. Den sista pappersmaskinen i Norrköpingsbruket, PM 4, stannade för gott den 27 mars 1986. Därmed upphörde en nästan 400-årig industriepok på den här platsen. HOLMEN PAPER AB